# Сталёвовольский повет
Сталёвовольский повет (пол. Powiat stalowowolski) — повет (район) в Польше, входит как административная единица в Подкарпатское воеводство. Центр повета — город Сталёва-Воля. Занимает площадь 832,92 км². Население — 108 081 человек (на 30 июня 2015 года).

## Административное деление
- города: Сталёва-Воля
- городские гмины: Сталёва-Воля
- сельские гмины: Гмина Боянув, Гмина Пышница, Гмина Радомысль-над-Санем, Гмина Закликув, Гмина Залешаны

## Демография
Население повета дано на 30 июня 2015 года.
| Перепись            | Всего   | Мужчины | Женщины |
| ------------------- | ------- | ------- | ------- |
| Всего               | 108 081 | 52 552  | 55 466  |
| Городское население | 66 078  | 31 676  | 34 402  |
| Сельское население  | 41 940  | 20 876  | 21 064  |